# Alaungpaya
Alaungpaya (birm. အလောင်းဘုရား /ʔəláʊɴ pʰəjá/; 24 września 1714 – 11 maja 1760) – król Birmy od 1752 r. do 1760 r., założyciel dynastii Konbaung.
Do chwili swej śmierci w 1760 r. ten były naczelnik małej wsi w Górnej Birmie ponownie zjednoczył całą Birmę, podbił Manipur, odzyskał Lanna i wyrzucił z kraju Francuzów i Brytyjczyków, którzy wspierali Odrodzone Królestwo Hanthawaddy. Założył też w 1755 r. Rangun. Umarł z powodu choroby podczas prowadzonej przez siebie kampanii wojennej w Syjamie.
Jako ten, któremu po raz trzeci w historii Birmy udało się zjednoczyć kraj, uważany jest za jednego z trzech największych, obok Anawrahty i Bayinnaunga, birmańskich królów.

## Wczesne lata życia
Przyszły król urodził się 24 września 1714 r. jako syn Min Nyo Sana (မင်းညိုစံ) i jego żony Saw Nyein Oo (စောငြိမ်းဦး), w Moksobo – liczącej kilkaset domów wsi w dolinie rzeki Mu, położonej ok. 97 km na północny zachód od Ava. Nadano mu imię Aung Zeya (အောင်ဇေယျ, pol. Zwycięski Sukces). Był on drugim synem swych rodziców należących do szlacheckich rodów od pokoleń administrujących doliną Mu. Jego ojciec, Min Nyo San, był dziedzicznym naczelnikiem Moksobo, a wuj, Kyawswa Htin (ကျော်စွာထင်), znany lepiej pod imieniem Sitha Mingyi (စည်သာမင်းကြီး), był zarządcą dystryktu doliny Mu. Swój rodowód wywodził on od XV-wiecznego dowódcy kawalerii, brata króla Mohnyin Thado i, w konsekwencji, od królewskiej linii dynastii Pagan. Pochodził z dużej rodziny, która poprzez związki krwi i małżeństwa powiązana była z wielu innymi szlacheckimi rodami w całej dolinie. W 1730 r. Aung Zeya poślubił Yun San (ယွန်းစံ), córkę naczelnika sąsiedniej wsi – Siboktara (စည်ပုတ္တရာ). Mieli oni sześciu synów i trzy córki. (Czwarta córka umarła we wczesnym dzieciństwie.) 

## Funkcje naczelnika Moksobo i zastępcy zarządcy doliny Mu
Aung Zeya dorastał w okresie, gdy rządy dynastii Taungngu gwałtownie się załamywały. „Pałacowi królowie” w Ava nie byli w stanie bronić się przed najazdami Manipurczyków, którzy począwszy od 1724 r. plądrowali coraz głębiej położone obszary Górnej Birmy. Ava nie zdołało odzyskać południowego Lanna (Chiang Mai), które zbuntowało się w 1727 r., i nie zrobiło nic by zapobiec aneksji północnych Państw Szanów przez dynastię Qing w latach 30. XVIII w. Dolina rzeki Mu rok po roku znajdowała się na szlaku najazdów Manipurczyków. Chociaż Birma była o wiele większa od Manipuru, Ava nie było w stanie pokonać najeźdźców lub zorganizować ekspedycji karnej do działań na terytorium wroga. Mieszkańcy Birmy przyglądali się bezsilnie, jak najeźdźcy palą ich wsie, plądrują pagody i uprowadzają jeńców.
W tych trudnych czasach, gdy dawał się odczuć brak władzy królewskiej, na czoło wysuwali się ludzie tacy, jak Aung Zeya. Niedługo po osiągnięciu 20. roku życia przejął obowiązki ojca, jako naczelnik swojej wsi. Wysoki jak na swoje czasy (według angielskiego posła miał 180 cm wzrostu), solidnie zbudowany, ogorzały Aung Zeya wykazał się naturalnymi zdolnościami przywódczymi i przez swych szlacheckich pobratymców w całej dolinie postrzegany był jako lider. Wspólnie zaczęli oni brać sprawy w swoje ręce by stawić czoła najazdom.
Cherlawa władza w Ava była wyczulona na wszelką potencjalną konkurencję. W 1736 r. Toungoo Yaza, głównodowodzący armii, wezwał Aung Zeyę do Ava by wybadać czy naczelnik wioski stanowi potencjalne zagrożenie dla królewskiej władzy. Zadowolony z faktu, że 22-letni Aung Zeya nie wykazuje żadnych oznak zainteresowania tronem, Toungoo Yaza obdarzył go w imieniu króla tytułem Bala Nanda Kyaw (ဗလနန္ဒကျော် /bala̰ nàɴdà ʧɔ̀/) . Aung Zeya został mianowany zastępcą swego wuja – zarządcy doliny Mu – oraz urzędnikiem administracji (kyegaing, ကြေးကိုင် /tɕéɡàɪɴ/) odpowiedzialnym za pobór podatków i utrzymanie porządku.

## Założenie dynastii Konbaung
W następnych latach władza Ava słabła coraz bardziej. W 1740 r. Monowie z Dolnej Birmy uwolnili się spod niej i założyli Odrodzone Królestwo Hanthawaddy ze stolicą w Pegu. Podejmowane przez Ava niemrawe próby odzyskania południa spełzły na niczym. Działania wojenne o niewielkiej intensywności toczyły się między Ava i Pegu aż do końca 1751 r., kiedy to Pegu przypuściło swój ostateczny atak najeżdżając Górną Birmę wszystkimi posiadanymi siłami. Na początku 1752 r. armie Pegu wyposażone w dostarczoną przez Francuską Kompanię Wschodnioindyjską broń palną oraz wspierane przez holenderskich i portugalskich najemników, dotarły pod bramy Ava. Następca tronu Hanthawaddy – Upayaza – wezwał wszystkich urzędników administracji do poddania się. Niektórzy wybrali współpracę, jednak inni, tak jak Aung Zeya, zdecydowali się na opór.
Aung Zeya przekonał mieszkańców 46 wsi w dolinie Mu, aby przyłączyli się do jego walki. Gotowych poprzeć go słuchaczy znalazł w „nadzwyczaj dumnej grupie mężczyzn i kobiet” z Górnej Birmy tęskniących za możliwością powetowania licznych upokorzeń, jakich doznało ich niegdyś dumne królestwo. 29 lutego 1752 (dzień Pełni Księżyca miesiąca Tabaung 1113 ME), gdy siły Hanthawaddy bliskie były poczynienia wyłomu w murach otaczających Ava, Aung Zeya ogłosił się królem przybierając królewski tytuł Alaungpaya (pol. Ten, Który Jest Przyszłym Buddą, czyli Maitreją) i zakładając w ten sposób dynastię Konbaung. Jego pełny tytuł królewski brzmiał: Thiri Pawara Wizaya Nanda Zahta Maha Dhamma Yazadiyaza Alaung Mintayagyi (သီရိပဝရ ဝိဇယနန္ဒဇာထ မဟာဓမ္မ ရာဇာဓိရာဇာ အလောင်းမင်းတရားကြီး) .
Jednak nie wszyscy zostali przez niego przekonani. Gdy 23 marca 1752 r. Ava dostało się w ręce sił Pegu, własny ojciec zachęcał Alaungpayę do poddania się. Wskazywał na to, że chociaż Alaungpaya zyskał poparcie rozentuzjazmowanych ludzi, dysponują oni jedynie kilkoma muszkietami, a ich wątłe umocnienia nie mają szans w starciu z dobrze wyposażoną armią Pegu, która dopiero co zdobyła silnie ufortyfikowane Ava. Alaungpaya pozostał niezrażony i odpowiedział: „Gdy walczysz o swój kraj, nieważne jest, czy jest ich wielu czy niewielu. To co się liczy, to szczere serca i silne ramiona twoich towarzyszy”. Przygotował się on do obrony otaczając palisadą swą wieś, której nazwę zmieniono na Shwebo (Alaungpaya nadał wsi łącznie pięć nowych nazw, a wśród nich Konbaung, od której wzięła miano nowa dynastia) i otaczając ją fosą. Dżungla wokół palisady została wycięta, stawy zasypane a studnie napełnione.

## Ponowne zjednoczenie Birmy (1752–1759)

### Górna Birma (1752–1754)
Konbaung było tylko jednym z wielu ośrodków oporu wobec najeźdźców, jakie powstawały samorzutnie w objętej paniką Górnej Birmie. Szczęśliwie dla tych sił, dowództwo armii Hanthawaddy błędnie uznało zdobycie Ava za równoznaczne ze zwycięstwem nad Górną Birmą i wycofało ⅔ biorących udział w najeździe wojsk do Pegu, pozostawiając na miejscu tylko ok. 10 000 ludzi z zadaniem, jak się zdawało, jedynie oczyszczenia terenu z resztek wrogiej armii. Początkowo strategia taka wydawała się sprawdzać. Siły Hanthawaddy rozmieściły posterunki sięgające daleko na północ, aż do terenów współczesnej prowincji Sikong; znalazły też sojuszników wśród Szanów Gwe z Madaya w północnej części dzisiejszej prowincji Mandalaj.
Jednak siły Alaungpayi zniszczyły dwa pierwsze oddziały Hanthawaddy wysłane w celu wymuszenia lojalności wobec nowej władzy. Następnie przetrwały one miesięczne oblężenie przez kilkutysięczną armię Hanthawaddy pod osobistym dowództwem gen. Talabana i przegoniły jego rozgromione wojsko. Informacje o tych wydarzeniach szerzyły się po kraju. Wkrótce, wykorzystując swe koneksje rodzinne, Alaungpaya zmobilizował prawdziwą armię z poborowych pochodzących z doliny Mu i spoza niej, a swych kolegów – szlacheckich przywódców – mianował kluczowymi zastępcami. Odnoszone sukcesy przyciągały każdego dnia nowych rekrutów z wielu regionów całej Górnej Birmy. Do Alaungpayi dołączyła większość innych sił partyzanckich oraz oficerowie rozwiązanej Gwardii Pałacowej z bronią, jaką udało im się zachować. W październiku 1752 r. podjął on pierwsze działania zaczepne wobec sił Hanthawaddy zmuszając do wycofania się wszystkie mońskie posterunki na północy Ava oraz sprzymierzonych z Monami Szanów z Madaya. Wokół Alaungpayi zaczęły krążyć liczne legendy. Ludzie byli przekonani, że pod jego przywództwem nie mogą zaznać niepowodzenia.
Pomimo kolejnych porażek, z niepojętego powodu Pegu ciągle nie posyłało posiłków, nawet wtedy, gdy Alaungpaya skonsolidował swojej nabytki w Górnej Birmie. 3 stycznia 1754 r. siły Konbaung odbiły Ava. Alaungpaya odebrał hołd od pobliskich państw Szanów łącznie z położonym na dalekiej północy Momeik. Ostatecznie, w marcu 1754 r. Hanthawaddy posłało przeciw niemu całą swą armię, która rozpoczęła oblężenie Ava i posunęła się aż do Kyaukmyaung, ok. 10 km of Shwebo. Jednak Alaungpaya poprowadził osobiście kontratak sił Konbaung i już w maju zmusił armie z południa do odwrotu.

### Dolna Birma (1755–1757)

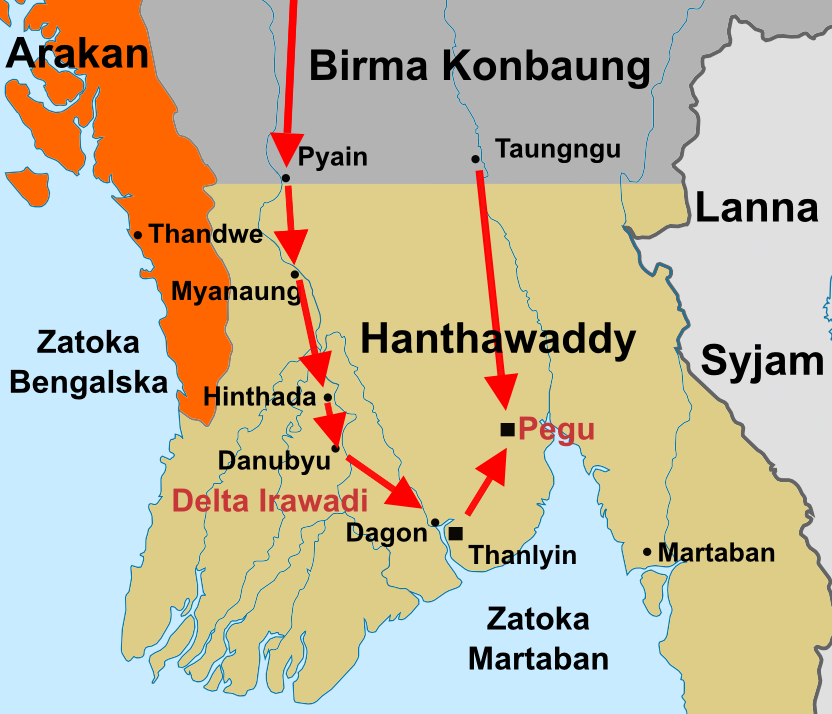
Inwazja armii Konbaung na Dolną Birmę w latach 1755–1757. Po upadku Pegu daninę zapłaciły Thandwè, Chiang Mai, Martaban i Tawè.

Konflikt obracał się coraz bardziej w spór etniczny między birmańską północą i mońskim południem. Przywództwo Hanthawaddy eskalowało samobójczą politykę prześladowań mieszkających na południu Birmańczyków. W październiku 1754 r. Monowie stracili pojmanego przez siebie króla Taungngu. Alaungpaya jedynie cieszył się z możliwości wykorzystania tej sytuacji, zachęcając pozostałych przy życiu birmańskich żołnierzy by przyłączali się do niego. I wielu rzeczywiście to uczyniło.
W styczniu 1755 r. Alaungpaya, zasilony kontyngentami poborowych z całej Górnej Birmy, w tym Szanów, Kaczinów i Czinów, rozpoczął potężny najazd na Dolną Birmę mający charakter wojny błyskawicznej. W maju jego armie podbiły całą deltę Irawadi i zdobyły Dagon (przemianowany przez Alaungpayę na Yangon). Postępy wojsk Konbaung zostały nagle zatrzymane po ich dotarciu do bronionego przez Francuzów ważnego miasta portowego Thanlyin, które odparło kilka szturmów. Alaungpaya chciał zawiązać sojusz z Brytyjczykami i otrzymać od nich broń. Plany te jednak nie ziściły się. Ostatecznie, w lipcu 1756 r., siły Konbaung zdobyły miasto po 14-miesięcznym oblężeniu, kładąc w ten sposób kres francuskiej interwencji w birmańskiej wojnie domowej. Następnie armia Konbaung pokonała zdeterminowanych, lecz znacznie mniej licznych obrońców Hanthawaddy i w maju 1757 r. zdobyła jego stolicę – Pegu. Trwające 17 lat istnienie królestwa dobiegło końca.
W takiej sytuacji Chiang Mai oraz inne państwa położone na terenie dzisiejszej północno-zachodniej Tajlandii, które od 1727 r. pozostawały w stanie buntu, posłały niezwłocznie daninę. Zapłacili ją także gubernatorzy położonych na południu Martabanu i Tawè.

### Odleglejsze Państwa Szanów (1758–1759)
W 1758 r. Alaungpaya wysłał ekspedycję do północnych Państw Szanów (dzisiejsza północna i wschodnia część stanu Kaczin, północna część stanu Szan oraz prowincja Xishuangbanna w Junnanie), które w połowie lat 30. XVIII w. zostały anektowane przez dynastię Qing. Na początku 1759 r. Birmańczycy przywrócili tam swoją władzę. (Próba odzyskania tego regionu przez Chiny doprowadzi do wojny chińsko-birmańskiej).

### Nagaye Angu (1759)
Alaungpaya skierował następnie swoją uwagę w stronę brytyjskiej kolonii na wyspie Haigyi położonej w pobliżu przylądka Nagaye Angu na południowo-zachodnim krańcu delty Irawadi. Brytyjczycy, zaniepokojeni sukcesami wspieranego przez Francuzów Hanthawaddy, zajęli tę wyspę w roku 1753. W trakcie wojny z Hanthawaddy, Alaungpaya oferował zrzeczenie się praw do niej na rzecz Brytyjczyków w zamian za pomoc wojskową. Zignorował nawet przy tym fakt, że kapitan należącego do Brytyjskiej Kompanii Wschodnioindyjskiej statku Arcot wykorzystał okazję do sprzedaży broni siłom Hanthawaddy i ostrzelał jego wojska podczas bitwy pod Thanlyin. Jednak Brytyjczycy nie udzielili Alaungpayi żadnego wojskowego wsparcia. Twierdzili oni, że nie mają na zbyciu żadnej broni, gdyż sami są zaangażowani w swój własny konflikt z Francją. W 1758 r. Alaungpaya otrzymał wiadomość, iż agenci Brytyjskiej Kompanii Wschodnioindyjskiej sprzedali amunicję i broń (500 muszkietów) mońskim rebeliantom. (Brytyjski historyk G.E. Harvey twierdzi, że informacja ta została sfabrykowana przez ormiańskich doradców Alaungpayi i że w istocie dostarczono 5, a nie 500 muszkietów.). 6 października 1759 r. liczący 2000 żołnierzy batalion armii Konbaung zajął brytyjski fort kończąc w ten sposób działalność pierwszej brytyjskiej placówki kolonialnej w ówczesnej Birmie.

## Wojny zewnętrzne

### Manipur (1756, 1758)

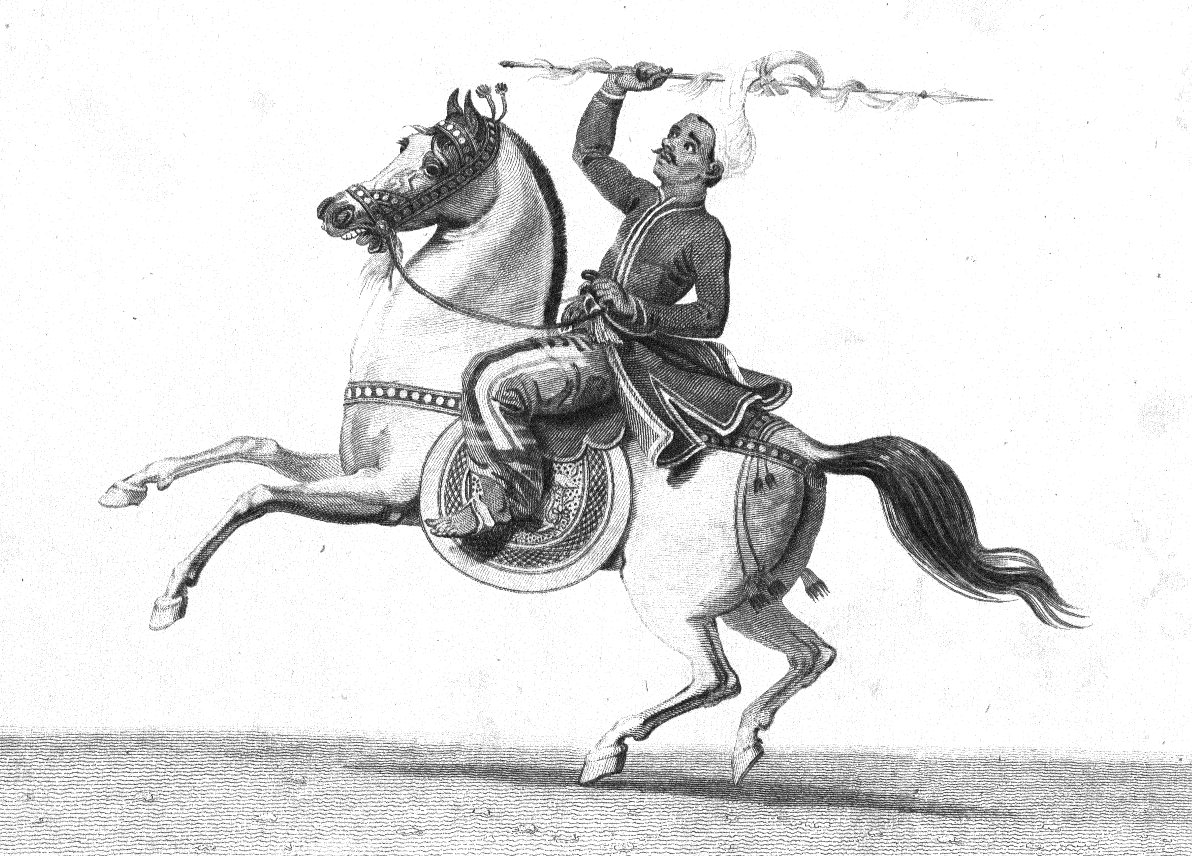
Manipurski jeździec (kassaj) w służbie armii Konbaung

Alaungpaya, która dorastał obserwując naocznie najazdy Manipurczyków plądrujących rok po roku jego rodzinny region, spragniony był jak najszybszego rewanżu. Podczas gdy większość jego sił oblegała Thanlyin, wysłał on do Manipuru ekspedycję z zadaniem „wpojenia szacunku”. Na początku 1756 r. Birmańczycy pokonali armię Manipuru i splądrowali cały kraj, co Manipurczycy nazwali później Pierwszym Wyniszczeniem. Po pokonaniu Dolnej Birmy, w listopadzie 1758 r. Alaungpaya stanął osobiście na czele kolejnej wyprawy, której celem było tym razem osadzenie na manipurskim tronie birmańskiego nominata. Jego armie obrały trasę przez Khumbat w dolinie Manipuru i w drodze na stolicę kraju Imphal, złamały zaciekły opór Manipurczyków w bitwie pod Palel. Po tym zwycięstwie Birmańczycy zajęli Imphal bez jednego wystrzału. Według Manipurczyków armie Konbaung popełniły „niewypowiedzianie okrutne” zbrodnie na ludności, sprowadzając na kraj „jedną z najgorszych katastrof w jego historii”. Jednak historyk G.E. Harvey pisze: Alaungpaya „uczynił im tylko to, co oni sami czynili jego ludowi”. Alaungpaya umieścił na tronie Manipuru swego kandydata i powrócił wraz z wojskiem do domu. Przyprowadził ze sobą liczny zastęp manipurskiej kawalerii, z której sformowano elitarny korpus jazdy (nazywany Konnicą Kassajów) w obrębie birmańskiej armii. (Był to początek zaangażowania dynastii Konbaung w Manipurze, trwającego i pochłaniającego jej siły przez cały okres jej panowania. Małe królestwo okazało się kłopotliwym hołdownikiem, regularnie – w latach 1764, 1768–1770 i 1775–1782 – buntującym się. Zaangażowanie Birmańczyków w Manipurze ustało w roku 1782, by ponowić się w 1814 r.)

### Syjam (1759–1760)

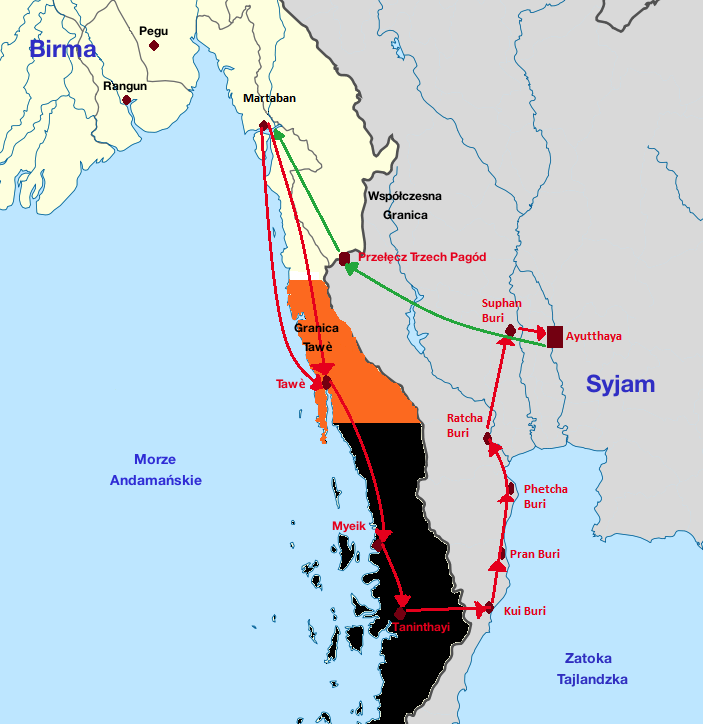
Szlak bojowy armii Konbaung podczas kampanii syjamskiej w latach 1759–1760

Po zakończeniu pory deszczowej 1759 r. Alaungpaya powrócił ze swymi wojskami na południe, by rozwiązać problem ciągle niespokojnej Dolnej Birmy. Rok wcześniej wybuchł potężny bunt Monów, który spowodował czasowe usunięcie mianowanego przez Konbaung gubernatora Pegu. Chociaż rebelia została stłumiona, siły oporu Monów działały nadal w północnej części wybrzeża Taninthayi (obszar współczesnego stanu Mon), nad którą Konbaung sprawowało władzę w znacznej mierze jedynie nominalną. Przywódcom rebelii i ich bojownikom schronienia udzielali Syjamczycy. Alaungpaya zażądał od króla Syjamu gwarancji zaprzestania ingerowania w sprawy Birmy oraz wspierania buntowników. Jednak Syjamczycy odrzucili birmańskie żądania i rozpoczęli przygotowania do wojny.
W grudniu 1759 r. licząca 40 000 ludzi armia Alaungpayi opuściła Martaban i ruszyła na Syjam trasą przez Taninthayi. Zastępcą króla w kraju został jego drugi syn – Hsinbyushin. Birmańczycy zajęli Taninthayi, przemaszerowali na wschód przez Góry Taninthayi do wybrzeża Zatoki Tajlandzkiej, skierowali się na północ i zajęli nadbrzeżne miasta Prachuap Khiri Khan, Pranburi i Phetchaburi. W miarę zbliżania się birmańskiej armii do stolicy Syjamu Ayutthayi, opór Syjmaczyków tężał, jednak byli oni nadal spychani na północ ponosząc ciężkie straty w ludziach, broni i amunicji. W kwietniu 1760 r. wojska birmańskie dotarły pod Ayutthayę. Jednak po zaledwie pięciu dniach oblężenia birmański król nagle zachorował. Według źródeł syjamskich został on zraniony przez wybuch pocisku armatniego podczas inspekcji artylerii na liniach swych wojsk. Jednak źródła birmańskie podają jasno, że przyczyną jego niedyspozycji była choroba. Kroniki birmańskie nie miałyby powodu, by ukrywać prawdę, gdyż dla króla rzeczą o wiele bardziej chwalebną byłoby umrzeć z powodu ran odniesionych na polu bitwy, niż z powodu pospolitych dolegliwości. Dolegliwości te określone zostały jako „dyzenteria” albo „skrofuły.
17 kwietnia 1760 r. (3. dzień Przybywania Księżyca miesiąca Kason 1122 ME) siły birmańskie rozpoczęły odwrót. W roli straży tylnej pozostał jedynie gen. Minkhaung Nawrahta z 6000 pieszych i 500 konnymi kassajami, skutecznie odpierając syjamskie ataki wzdłuż trasy odwrotu.
Chociaż Birmańczycy nie osiągnęli ostatecznego celu, jakim było zdobycie Ayutthayi, dokonali jednak formalnej aneksji północnej części wybrzeża Taninthayi i przesunęli swe granice na południe, aż do korytarza Tawè-Myeik (Syjamczycy odzyskali południową część wybrzeża do wysokości Myeik w roku 1761).

## Śmierć

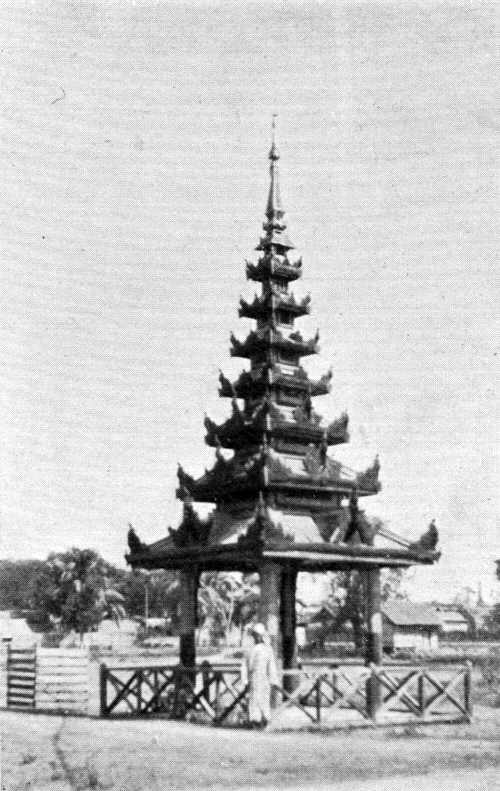
Grób Alaungpayi w Shwebo.

Alaungpaya umarł o świcie, w niedzielę, 11 maja 1760 r. (12. dnia Ubywania Księżyca miesiąca Kason 1122 ME) w Kinywa nieopodal Martabanu, po pospiesznym wycofaniu z frontu syjamskiego przez swą straż przednią. Informację o jego śmierci ogłoszono publicznie w Rangunie, a ciało przewieziono państwową łodzią w górę rzeki. W Kyaukmyaung, przystani w pobliżu Shwebo, na spotkanie króla wyszedł cały dwór, a następnie jego ciało wniesiono uroczyście przez bramę Hlaingtha do Shwebo. Został pochowany zgodnie z królewskim rytuałem na terenach pałacowych, gdzie niegdyś była jego skromna wieś, wśród płaczu całego zgromadzonego tłumu. W chwili śmierci miał za sobą tylko osiem lat panowania i niecałe 46 lat życia. Historyk G.E. Harvey pisze, że „ludzi pamięta się ze względu na lata, jakie wykorzystali, a nie te, które przeżyli”.
Alaungpayę zastąpił na tronie jego najstarszy syn Naungdawgyi, chociaż władzę usiłował przechwycić drugi z synów – Hsinbyushin.

## Administracja

### Rządy
Alaungpaya spędził większość czasu swego panowania na kampaniach wojennych. Jeśli chodzi o administrację nowo nabytymi terytoriami, w znacznej mierze naśladował on politykę królów Odnowionego Królestwa Hanthawaddy, ważnym aspektem której było zmniejszanie liczby dziedzicznych wicekrólów. Będąc świadomym, że są oni trwałą przyczyną niestabilności politycznej, na większości nowo zdobytych terytoriów w dolinie Irawadi król wyznaczał gubernatorów. W zasadzie mianował on ponownie tych samych urzędników, o ile poddawali mu się bez walki. Dlatego większość gubernatorów na południu będących etnicznymi Monami zachowała swe stanowiska. Alaungpaya wyznaczył tylko trzech wicekrólów: jednego w Prowincji Siedmiu Wzgórz (tereny dzisiejszej prowincji Magwe skupione wokół Mindon), kolejnego w Taungngu i trzeciego w Pegu, przy czym urząd żadnego z nich nie był dziedziczny. Ustanowienie tych wicekrólestw wynikało jedynie ze specjalnych, osobistych relacji, jakie łączyły go z mianowanymi na te urzędy osobami. (Wicekról Taungngu, na przykład, był jego młodszym bratem. Po śmierci dostojników ich urzędy zamieniano automatycznie na gubernatorstwa.). Podobnie jak królowie Taungngu, dopuszczał on istnienie dziedzicznych wicekrólestw tylko w peryferyjnych regionach swego królestwa, takich jak Państwa Szanów i Lanna. (Późniejsi królowie z dynastii Konbaung będą stopniowo zmniejszali liczbę dziedzicznych wicekrólestw także w Państwach Szanów.).
Jedną z kluczowych zmian politycznych zainicjowanych przez Alaungpayę i podtrzymanych przez późniejszych królów Konbaung było tworzenie kolonii wojskowych i wspieranie osadnictwa cywilnego w Dolnej Birmie. Działania te okazały się przydatne gdy na początku XIX w. doprowadzono kulturę Monów do uwiądu.

### Infrastruktura

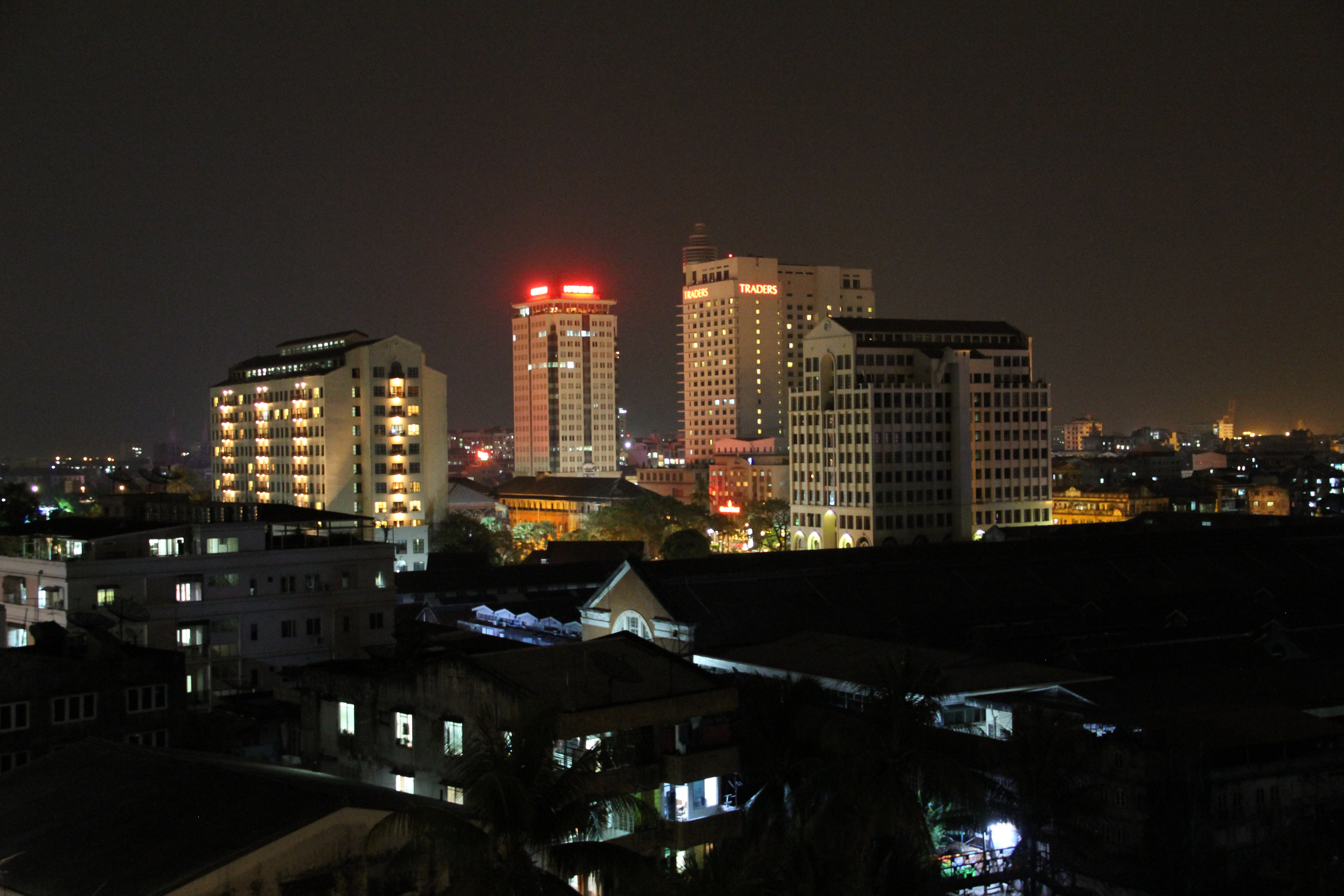
Współczesny Rangun

Większość działań Alaungpayi nie związanych z wojskiem przypadała na krótkie okresy pomiędzy kolejnymi kampaniami wojennymi. W 1752 r. wyznaczył on Shwebo na stolicę swego królestwa i spowodował wyrośnięcie tej niegdyś średniej wielkości wsi w spore miasto. Kazał on wybudować tam pałac wzorowany na budowlach wznoszonych przez dawnych królów. W 1758 r. wykopano na jego polecenie Jezioro Mahananda, aby zapewnić zaopatrzenie Shwebo w wodę. Rozkazał on też kopanie kanałów i wznoszenie tam na rzece Mu w celu poprawy warunków do uprawy roli, jednak prace te zamarły po jego śmierci.
Najważniejszym i najtrwalszym jego dziełem było założenie Rangunu. Po zajęciu w 1755 r. wybudowanej wokół lokalnej pagody wsi Dagon, osiedlił on w jej sąsiedztwie ludzi ze swego rodzinnego regionu. (Do dziś przetrwały w Rangunie nazwy dzielnic odpowiadające miejscowościom z doliny Mu, takie jak Ahlon i Kyaukmyaung.) Po niespełna 70 latach, w przededniu pierwszej wojny brytyjsko-birmańskiej (1824-1826) Rangun zastąpił Thanlyin w roli głównego portowego miasta królestwa.

### Sądownictwo
Na gruncie prawa, dorobkiem rządów Alaungpayi było spisanie w 1755 r. Manu Kye Dhammathat (dosł. Księga Praw Manu Kye) – zbioru istniejących w królestwie praw i zwyczajów oraz przepisów zachowanych w starszych księgach prawnych. Chociaż dzieło to było słabo uporządkowane i nie dostarczało zbyt wielu wyjaśnień sprzeczności pomiędzy różnymi ustępami praw, zdobyło sobie nadzwyczajną popularność z uwagi na swą encyklopedyczną naturę oraz fakt, że zostało napisane prostym językiem birmańskim z niewielkim dodatkiem palijskiego.

### Styl rządów
Alaungpaya był charyzmatycznym wybitnym wodzem wojskowym, który skłaniał podległych mu ludzi do podejmowania większych wyzwań. Był hojny, obdarzając chwałą i nagrodami, ale też bezlitosny, karząc za porażki. Według G.E. Harveya, „ludzie byli przekonani, że pod jego przywództwem nie mogą zaznać niepowodzenia” oraz że „bycie wyznaczonym na jeden z nadawanych przez niego urzędów było życiową ambicją jego ludzi.”

## Spuścizna

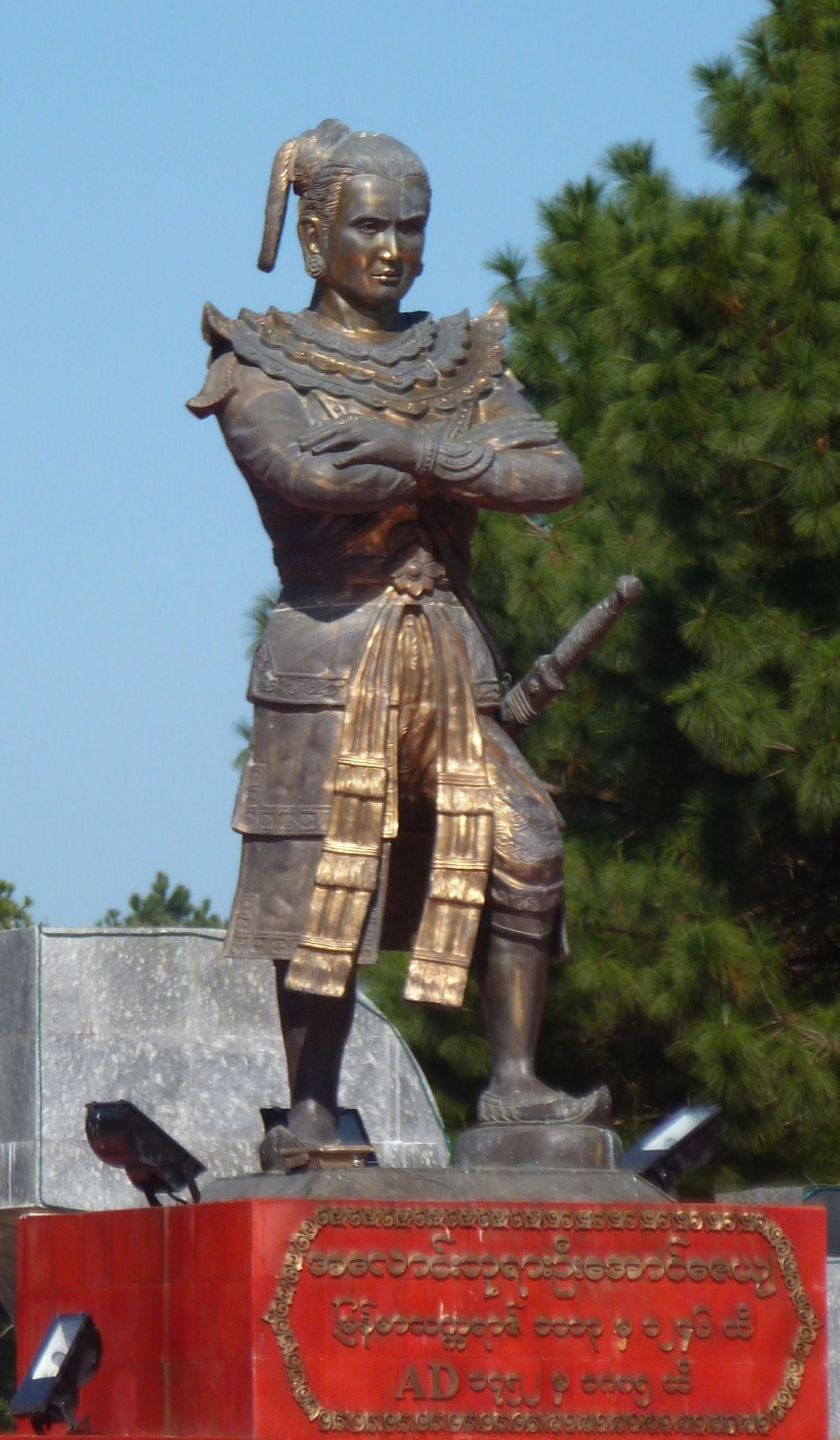
Posąg Alaungpayi przed frontem Akademii Służb Obrony

### Założenie dynastii Konbaung
Najważniejszą spuścizną Alaungpayi było odbudowanie władzy centralnej w Birmie po czterech dekadach oraz zapoczątkowanie dynastii Konbaung. Według birmańskiego historyka Htin Aunga, Alaungpaya poprowadził ludzi, którzy byli „podzieleni i złamani, upokorzeni i trawieni wstydem” a „zostawił swym następcom ludzi zjednoczonych i pewnych, znów trzymających swe głowy wysoko podniesione w dumie i chwale”. Htin Aung zauważa też jednak, że Alaungpaya „poprowadził swych ludzi na wojnę, ale jego przywództwo było też potrzebne by udźwignąć pokój. Wzbudził w nich gorączkę nacjonalizmu, ale nie dane mu było wykorzystanie czasu i sposobności do ostudzenia ich zapału na rzecz tolerancji i umiaru”. I rzeczywiście, w ciągu następnych siedmiu dziesięcioleci zbyt pewni siebie królowie Konbaung, którzy nastąpili po nim, toczyli wojny ze wszystkimi swymi sąsiadami z zamiarem ponownego uczynienia z Birmy imperium, póki w dzisiejszych północno-wschodnich Indiach nie natknęli się na Brytyjczyków.

### Oskarżenia o rozbudzenie birmańskiego nacjonalizmu
Alaungpaya został także obwołany pierwszym birmańskim królem, który świadomie manipulował tożsamością etniczną w celu osiągnięcia dominacji wojskowej i politycznej. Do dziś mońscy nacjonaliści uważają go za odpowiedzialnego za całkowite zniszczenie ich kraju i zakończenie trwającej przez wieki mońskiej dominacji w Dolnej Birmie. Według mońskiego nacjonalistycznego historyka Nai Tun Theina, „praktykowane przez Alaungpayę prześladowania na tle rasowym były o wiele gorsze, niż w przypadku poprzednich królów. Zlikwidował on autonomię kulturalną przyjętą jako zasada przez birmańskich władców z ery Paganu oraz królów Tabinshwehtiego i Bayinnaunga, a także skolonizował państwo Monów”.
Oskarżenia te muszą być jednak zrównoważone przez fakt, iż Alaungpaya jedynie reagował na to, co historyk Victor Lieberman nazywa „ponurą, prowadzącą do samozagłady” polityką polaryzacji etnicznej prowadzoną przez Odrodzone Królestwo Hanthawaddy. To samozwańcze królestwo Monów jako pierwsze zaatakowało jego ojczyznę w 1752 r. i, począwszy od 1740 r., rozpoczęło prześladowania i pogromy etnicznych Birmańczyków na południu. (Nowo powstałe południowe królestwo przedstawiało się samo „jako z gruntu mońskie, uświęcone przez proroctwo, w którym język i kulturowe symbole Monów będą cieszyły się zaszczytnym miejscem, i którego hołdownikiem będzie birmańska północ”. Tylko w samym 1740 r. zmasakrowanych zostało ok. 8000 Birmańczyków. Po straceniu w 1754 r. licznych jeńców wziętych w Ava, przywództwo Hanthawaddy zobowiązało wszystkich Birmańczyków do noszenia w uszach kolczyków z pieczęcią następcy tronu Pegu oraz do ostrzyżenia włosów na modłę mońską, jako oznaki lojalności wobec królestwa z południa.) Co więcej, chociaż Alaungpaya był bezlitosny podczas plądrowania Thanlyin i Pegu, gdzie fosy „zaczerwieniły się od krwi”, to jednak pozostawił na swoich stanowiskach wszystkich mońskich gubernatorów, którzy mu się poddali.
Rządy Alaungpayi w Dolnej Birmie nie trwały nawet dwa lata, z których większość czasu spędził na wojnach toczonych gdzie indziej. W istocie, to późniejsi królowie Konbaung po każdej mońskiej rebelii – w latach 1762, 1774, 1783, 1792 i 1824-1826 – zwalczali coraz mocniej kulturę Monów.

### Upamiętnienia
Alaungpaya, jako założyciel Trzeciego Imperium Birmańskiego, uważany jest za jednego z trzech największych królów Birmy – obok Anawrahty i Bayinnaunga, twórców Pierwszego i Drugiego Imperium.
- Drużyna Alaungpaya – jedna z pięciu drużyn, na jakie dzieleni są uczniowie w szkołach birmańskich
- Posąg Alaungpayi – jeden z trzech olbrzymich posągów wznoszących się nad wielkim placem w Naypyidaw. Pozostałe dwa przedstawiają Anawrahtę i Bayinnaunga.
- Posąg Alaungpayi – jeden z trzech posągów ustawionych przed Akademią Służb Obrony. Pozostałe dwa przedstawiają Anawrahtę i Bayinnaunga.
- UMS Alaungpaya – korweta Marynarki Wojennej Mjanmy
- Mosta Aung Zeya – most wiszący w Rangunie
- Ulica Aung Zeya – ulica w Rangunie

## Rodzina

### Żony
1. Me Yun San, Pierwsza Królowa
2. Shin Pyei
3. Shin Min Du
4. Thida Mahay
5. Shin Kla
6. Shin Shwe Kho Gyi
7. Shin Shwe Kho Gale

### Synowie
1. Naungdawgyi, 1734–1763
2. Hsinbyushin, 1736–1776
3. Amyint Mintha, 1743–1777
4. Bodawpaya, 1745–1819
5. Pakhan Mintha, 1749–1802
6. Sitha Mintha, 1753–1782
7. Pindale Mintha, 1754–1785
8. Myingun Mintha, umarł w 1804 r.
9. Kodaw-gyi, umarł we wczesnym dzieciństwie
10. Myawaddy Mintha, umarł w 1792 r.

### Córki
1. Khin Myat Hla, umarła we wczesnym dzieciństwie
2. Me Tha, Sri Maha Mangala Devi, księżniczka of Kanni, ur. w 1738 r.
3. Me Myat Hla, 1745–1788
4. Me Sin, księżniczka Pegu, 1747–1767
5. Me Minkhaung, księżniczka Pandaung
6. Min Shwe Hmya, księżniczka Zindaw, ur. w 1754 r.
7. Me Nyo Mya, księżniczka Pin